# Ayal Dagnachew
Ayal Dagnachew Asegu (18 gennaio 2003) è una mezzofondista etiope, ha vinto la medaglia d'oro ai Mondiali under 20 nel 2021.

## Progressione

### 800 metri piani
| Stagione | Misura  | Luogo   | Data      | Rank. Mond. |
| -------- | ------- | ------- | --------- | ----------- |
| 2024     |         |         |           |             |
| 2023     | 2'03"66 | Troyes  | 1-7-2023  |             |
| 2021     | 2'02"94 | Nairobi | 19-8-2021 |             |
| 2019     | 2'05"53 | Bottrop | 7-7-2019  |             |

### 1500 metri piani
| Stagione | Misura     | Luogo       | Data       | Rank. Mond. |
| -------- | ---------- | ----------- | ---------- | ----------- |
| 2024     | 4'13"15(i) | Boston      | 4-2-2024   |             |
| 2023     | 4'08"16    | Ostrava     | 27-6-2023  |             |
| 2022     | 3'59"87    | Ostrava     | 31-5-2022  |             |
| 2021     | 4'10"1     | Addis Abeba | 26-12-2021 |             |

### 3000 metri piani
| Stagione | Misura     | Luogo        | Data      | Rank. Mond. |
| -------- | ---------- | ------------ | --------- | ----------- |
| 2024     | 9'02"45(i) | Lievin       | 10-2-2024 |             |
| 2023     | 8'42"47(i) | Metz         | 11-2-2023 |             |
| 2022     | 8'41"32(i) | Val-de-Reuil | 14-2-2022 |             |

### 5000 metri piani
| Stagione | Misura   | Luogo     | Data      | Rank. Mond. |
| -------- | -------- | --------- | --------- | ----------- |
| 2024     | 14'36"86 | Suzhou    | 27-4-2024 |             |
| 2023     | 14:39.11 | Bruxelles | 8-9-2023  |             |

## Palmarès
| Anno | Manifestazione      | Sede         | Evento       | Risultato | Prestazione | Note        |
| ---- | ------------------- | ------------ | ------------ | --------- | ----------- | ----------- |
| 2021 | Mondiali U20        | Nairobi      | 800 m piani  | Oro       | 2'02"96     | [ 1 ] [ 2 ] |
| 2022 | Campionati africani | Saint-Pierre | 1500 m piani | Bronzo    | 4'16"45     | [ 3 ]       |

## Campionati nazionali
2019
- 4ª ai campionati etiopi (Addis Abeba), 800 m piani - 2'03"6

2021
- 5ª ai campionati etiopi (Addis Abeba), 800 m piani - 2'03"6

2022
- Oro ai campionati etiopi (Hawassa), 1500 m piani - 4'10"0

## Altre competizioni internazionali
2024
- Oro al Shanghai Diamond League ( Suzhou), 5000 metri piani - 14'36"86
- 13ª al Prefontaine Classic ( Eugene), 5000 m piani - 14'53"85